# Les Loges-Margueron

Les Loges-Margueron este o comună în departamentul Aube din nord-estul Franței. În 1 ianuarie 2022 avea o populație de 214 de locuitori.